# 托定咸谷站
托特納姆谷站（英語：Tottenham Hale tube station）是英國國營鐵路公司西盎格利亞主線和倫敦地鐵維多利亞線的鐵路轉乘站，位於倫敦北倫敦托特納姆，屬倫敦軌道運輸第3收費區。
本站提供大盎格利亞和史坦斯特機場快線列車服務。在英國國家鐵路網絡中，本站距離利物浦街車站9.7公里。
本站於1840年9月15日啟用，並於1968年9月1日增設倫敦地鐵服務。
現時本站正進行新站房建造工程。此外本站亦正增設一座月台。

## 歷史
本站於1840年9月15日啟用，開通時為北及東部鐵路公司下屬車站，站名為托特納姆。車站位於東倫敦斯特拉福德至赫特福德郡布羅克斯本的鐵路上。1844年，東縣鐵路公司租下北及東部鐵路，並獲得了斯特拉福德至布羅克斯本鐵路的經營權。該鐵路最初的軌距為 5 英尺（1,524 毫米），由於此軌距並非標準，全線鐵路路軌於1844年9月5日至10月7日重鋪，使軌距變為1,435 毫米（標準軌）。
1858年9月12日，一列客運列車與一些擱置在主線上的貨運列車相撞。沒有人受重傷。1860年2月20日，本站發生了一起嚴重的鐵路事故，當時一輛機車脫軌，導致司機、消防員和七名乘客喪生。
1862年，東縣鐵路公司被大東部鐵路公司收購。
直至1868年，本站是來自東盎格利亞的運牛列車於倫敦一端的總站。當時牛隻會於本站從列車轉移至運牛車。運牛車會使用現時的A10路繼續前往倫敦。1868年，前往托特納姆及漢普斯特德交匯鐵路的聯絡線通車，使運牛列車可以直接前往圖夫尼爾公園（該處較接近位於卡利多尼安路上的牛隻市場）。
1872年，前往克拉普頓站的聯絡線通車，為列車提供了一個稍為直接的途徑前往利物浦街車站。
1875年，後綴「谷」（Hale）被加至站名。此後綴於1938年11月被移除。
1882年，大北部及大東部聯合鐵路（Great Northern and Great Eastern Joint Railway）通車後，由於本站所在的鐵路連接了北英格蘭的煤礦和倫敦，所以成為貨運列車的主要幹道。1913年，本站所在的鐵路被擴成四線。
1913年8月29日，一列北行的載客郵遞列車在有霧的情況下通過了危險信號，並於本站以南的托特納姆南交匯處撞上了一輛貨運列車的尾部，引致兩名乘客受重傷、16人受傷。
本站自啟用以來就一直受水浸威脅。最嚴重的一次水浸發生於1919年2月18至22日，當時李河（River Lea）河水溢出至兩岸，導致本站水浸，鐵路服務受阻。
1923年，本站管理權被轉移至倫敦及東北鐵路公司。
1927年2月12日，一輛特快客運列車在平交道口與一輛貨車相撞。由於大霧天氣，火車沒有高速行駛。
1948年四大英國鐵路公司國有化後，本站改由英國鐵路擁有及管理。
1961年，由本站經托特納姆南交匯處前往托特納姆及漢普斯特德鐵路（現屬福音橡至巴金線）的聯絡線被關閉拆除。
1967年7月14日，哈林蓋區議會批准倫敦地鐵維多利亞線增設本站。1968年9月1日，本站隨著維多利亞線首階段通車而成為鐵路轉乘站，並改名為托特納姆谷。
1990年代晚期，史坦斯特機場快線服務開通時，本站就被完全重建。因此本站原本的維多利亞時代站房亦全被拆除。
2002年8月，本站的信號系統控制被轉移至利物浦街綜合電子控制中心（Liverpool Street Integrated Electronic Control Centre）。
2005年12月11日，本站重新引入經沃爾瑟姆斯托濕地前往斯特拉福德站的直接客運服務。此前，本站至斯特拉福德的鐵路一直主要只供貨運列車使用。
2016年8月19日起，維多利亞線全線於週五、週六晚上設有通宵列車服務。
2020年3月20日，倫敦地鐵所有通宵列車服務因2019冠狀病毒病疫情而暫停。維多利亞線於2021年11月27日起恢復通宵列車服務。

## 列車服務
本站的列車服務由大盎格利亞和倫敦地鐵提供。

### 英國國家鐵路
於平日非繁忙時間，大盎格利亞於本站提供的國鐵列車服務（每小時）為：

#### 來往哈特福東及倫敦
- 2班 北行 往哈特福東
- 2班 南行 往倫敦利物浦街

在托定咸熱刺球場賽事舉辦日，部分前往哈特福東的列車會增停諾森伯蘭公園站。

#### 來往劍橋、史坦斯特機場及倫敦
- 2班 來往 倫敦利物浦街和劍橋北 （其中1班不停羅伊登、哈洛磨坊、史坦斯特Mountfitchet、Elsenham、新港、大切斯特福德和Selford站）
- 2班 來往 倫敦利物浦街和史坦斯特機場（其中1班不停史坦斯特Mountfitchet站）

部分來往倫敦利物浦街和劍橋北 / 史坦斯特機場的列車會增停斯特拉福德站。
此外，小部分史坦斯特機場快線列車則會不停哈洛鎮（Harlow Town）站。在托定咸熱刺球場賽事舉辦日，部分前往劍橋北的列車會增停諾森伯蘭公園站。

#### 來往畢曉普斯托福德、梅里迪恩塘及斯特拉福德
- 4班 南行 往斯特拉福德
- 2班 北行 往梅里迪恩塘（Meridian Water）
- 2班 北行 往畢曉普斯托福德 （其中1班不停諾森伯蘭公園、恩菲爾德閘、羅伊登及哈洛磨坊站，並改停沃爾瑟姆十字站；另一班則相反）

早上及傍晚部分來往斯特拉福德和畢曉普斯托福德的列車會增停梅里迪恩塘站。

### 倫敦地鐵
在非繁忙時間，維多利亞線列車班次為約2-3分鐘一班。

#### 通宵列車
逢週五、週六晚上，本站設有維多利亞線通宵列車服務，班次（每小時）為：
- 6班 南行 往布里克斯頓
- 6班 北行 往沃爾瑟姆斯托中央

## 接駁交通
由托特納姆開始向全國擴散的2011年英國騷亂平息後，托特納姆的地鐵、巴士、鐵路站得到重新發展，以促進對當地的投資。2014年，總價值達1.1億英鎊的托特納姆谷巴士及鐵路轉乘站建造工程完成。工程中，巴士站頂鋪設了於伊甸園計畫中亦有採用的氟塑膜。
倫敦巴士41、76、123、192、230、W4號及通宵路線N41及N73號均於本站旁的托特納姆谷巴士總站設站。
由於本站是距離托定咸熱刺球場最近的倫敦地鐵車站，部分觀眾會從本站轉乘國鐵列車前往諾森伯蘭公園站，並由該站步行前往球場。

## 相鄰車站
在李河谷線鐵路上，本站北行下一站是諾森伯蘭公園（Northumberland Park）站，南行下一站是克拉普頓站（往哈克尼唐斯方向）或 李橋（Lea Bridge）站（往斯特拉福德方向）。然而，現時大盎格利亞所有客運列車均不會停靠該克拉普頓站。